# Philippe De Backer
Philippe De Backer (Ekeren, 4 december 1978) is een Belgisch voormalig politicus voor Open Vld.

## Levensloop
Philippe De Backer groeide op in Kapellen en doorliep zijn middelbare studies aan het Sint-Michielscollege te Brasschaat. Hij behaalde in 2003 een licentie in de biotechnologie en in 2004 een bijkomend diploma in moleculaire en medische biotechnologie aan de Universiteit Gent, alwaar hij in 2009 eveneens een doctoraat in de biotechnologie behaalde. Tijdens zijn studententijd was hij actief bij de Gentse afdeling van het Liberaal Vlaams Studentenverbond (LVSV) en kernlid van de liberale denktank Liberales. Hij was ook tussen 2002 en 2004 verkozen studentenvertegenwoordiger in de raad van bestuur van de Universiteit Gent. Daarna werkte hij van 2009 tot 2011 als analist voor Vesalius Biocapital, een investeringsfonds gespecialiseerd in gezondheidszorg. Hij behaalde in 2012 tevens een Master of Business Administration aan de Solvay Brussels School of Economics and Management.
Van 2008 tot 2010 was hij voorzitter van Jong VLD Nationaal. In die periode zetelde hij ook in de gemeenteraad van Kapellen, waar hij in oktober 2006 was verkozen. In september 2010 gaf hij zijn mandaat in de gemeenteraad aan Eric Dilliën door. Vervolgens verhuisde hij naar Antwerpen.
Van september 2011 tot mei 2016 was De Backer lid van het Europees Parlement. Hij volgde in september 2011 zijn partijgenoot Dirk Sterckx op. Hij was lid van de Alliantie van Liberalen en Democraten voor Europa (ALDE), onder leiding van oud-premier Guy Verhofstadt. Hij volgde de dossiers op in de commissie Vervoer en Toerisme en de commissies Economische en Monetaire zaken en Werkgelegenheid en Sociale zaken, in de laatste twee commissies als plaatsvervanger. In mei 2014 stond hij bij de Europese verkiezingen op de eerste plaats bij de opvolgers op de Open Vld-lijst. Hij nam op 1 juli 2014 de zetel van de verkozen Karel De Gucht in, die zijn termijn als eurocommissaris wilde uitzitten. In zijn tweede legislatuur als Europees Parlementslid werd De Backer lid van de commissie Industrie, Onderzoek en Energie en plaatsvervanger in de commissie Economische en Monetaire zaken.
Op 2 mei 2016 werd hij in opvolging van Bart Tommelein in de regering-Michel I staatssecretaris voor Bestrijding van de Sociale Fraude, Privacy en Noordzee, toegevoegd aan minister van Sociale Zaken en Volksgezondheid Maggie De Block. Hierdoor moest hij ontslag nemen als Europees Parlementslid ten voordele van Lieve Wierinck. Van 2016 tot 2017 was hij ook bestuurder van het Vlaams-Europees Verbindingsagentschap.
Bij de gemeenteraadsverkiezingen van oktober 2018 was De Backer lijsttrekker van de Antwerpse Open Vld-lijst. Hij werd verkozen tot gemeenteraadslid, maar nam reeds in januari 2019 ontslag.
Bij de regeringscrisis waarbij de regering-Michel I op 9 december 2018 viel en de regering-Michel II doorstartte werd De Backer van staatssecretaris bevorderd tot minister, waarbij hij naast zijn eerdere functies als staatssecretaris de bevoegdheid voor Telecommunicatie, Post en Digitale Agenda overnam van partijgenoot Alexander De Croo en van Administratieve vereenvoudiging van Theo Francken.
Op 24 januari 2019 maakte De Backer bekend dat hij na het aantreden van een nieuwe regering wilde stoppen met de politiek, zowel lokaal als nationaal, en zou terugkeren naar het bedrijfsleven. Door de aanslepende onderhandelingen voor een nieuwe regering bleef De Backer tot 1 oktober 2020 op post, wanneer de regering-De Croo de eed aflegde.
In 2020 werd hij voorgedragen als onafhankelijk bestuurslid bij fintechbedrijf Unifiedpost, hetgeen hij bleef tot in 2024. Van 2022 tot 2024 was hij senior partner en lid van het managementteam van het biotechfonds Newton Biocapital. In 2024 ging De Backer aan de slag bij investeringsgroep KKR in Londen.